# Otitoma kecil
Otitoma kecil é uma espécie de gastrópode do gênero Otitoma, pertencente a família Pseudomelatomidae.